# Bildungstrieb
Bildungstrieb (lat. nisus formativus) bezeichnet eine bei Lebewesen angenommene, die Vorgänge von „Generation, Nutrition und Reproduktion“ regelnde Lebenskraft. Es handelt sich um ein dreistufiges biologisches Konzept der Selbstorganisation, das der Naturforscher Johann Friedrich Blumenbach 1780 als Begriff geprägt und in Über den Bildungstrieb und das Zeugungsgeschäft 1781 ausführlicher dargelegt hat. Die von Blumenbach angenommene treibende Kraft bedingt den biologischen Zyklus von Zeugung, Ernährung und Reproduktion.

## Blumenbachs Schriften über den Bildungstrieb
- Über den Bildungstrieb und das Zeugungsgeschäfte. 1. Auflage, Johann Christian Dieterich, Göttingen 1781, (online).
  - Über den Bildungstrieb. 2. Auflage, Johann Christian Dieterich, Göttingen 1789, (online).
  - Über den Bildungstrieb. 3. Auflage, Johann Christian Dieterich, Göttingen 1791, (online).